# Fishia
Fishia is een geslacht van vlinders van de familie Uilen (Noctuidae), uit de onderfamilie Cuculliinae.

## Soorten
- F. betsia smith, 1905
- F. connecta Smith, 1894
- F. discors (Grote, 1881)
- F. enthea Grote, 1877
- F. evelina French, 1888
- F. instruta Smith, 1910
- F. tortilis Grote, 1880
- F. yosemitae Grote, 1873